# 솔프리드 코안다
솔프리드 엘리아 아메나 코안다(노르웨이어: Solfrid Eila Amena Koanda, 1998년 11월 13일~)는 노르웨이의 역도 선수이다. 2024년 하계 올림픽에서 여자 헤비급 금메달을 획득했으며 세계 선수권 대회에서 1회 우승, 유럽 선수권 대회에서 3회 우승을 달성했다.
핀란드 오울루에서 코트디부아르 출신 이민자와 핀란드인 어머니의 딸로 태어났으며 9세 때 가족들과 노르웨이로 이주했다. 